# Carmim

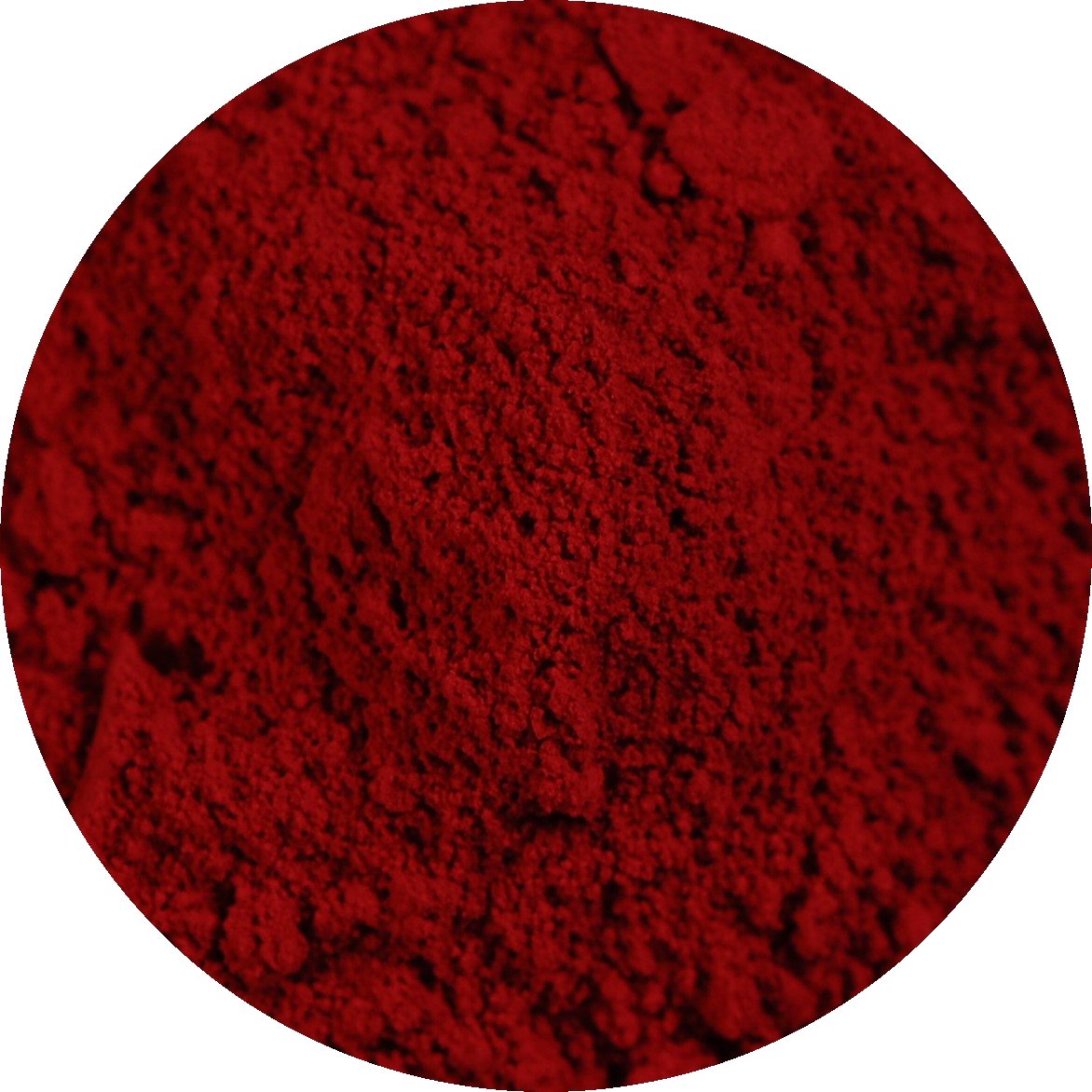
Carmin

Carmim é uma substância corante, vermelho vivo, extraída da cochonilha-do-carmim (Dactylopius coccus, parente do pulgão). Por extensão, carmim é também considerada uma cor, muito próxima ao magenta.
Em química, o termo se refere à substância C14H7NaO7S, utilizada como indicador ácido-base, como corante em alimentos, em fármacos, cosméticos etc.

## Questões éticas
Organizações de defesa dos direitos animais têm criticado a prática de obtenção do corante a partir do inseto cochonilha. Tais grupos alegam que é antiética e cruel a morte de milhões de seres vivos para uma finalidade fútil, segundo eles, já que para se conseguir cerca de meio quilo do corante são necessários cerca de setenta mil insetos. Os veganos frequentemente realizam campanhas para divulgar o processo de fabricação do corante carmim, além de promover o boicote aos produtos que o contêm.

## Na cultura popular
O cantor Wando menciona carmim na música Fogo e paixão; provavelmente se referindo a menstruação: «Me suja de carmim, me põe na boca o mel, louca de amor me chama de seu» (ou: «de céu»).[carece de fontes?]